# Chalcorana parvaccola
Espèce
Synonymes
- Rana parvaccola Inger, Stuart & Iskandar, 2009
- Hylarana parvaccola (Inger, Stuart & Iskandar, 2009)

Chalcorana parvaccola est une espèce d'amphibiens de la famille des Ranidae.

## Répartition
Cette espèce est endémique de Sumatra occidental en Indonésie.

## Description
Les mâles mesurent de 29,0 à 38,1 mm et les femelles de 37,8 à 43,0 mm.

## Étymologie
Le nom spécifique parvaccola vient du latin parvus, pauvre, et de accola, le voisin, en référence à la petite taille de cette espèce en comparaison de Hylarana rufipes.

## Publication originale
- Inger, Stuart & Iskandar, 2009 : Systematics of a widespread Southeast Asian frog, Rana chalconota (Amphibia: Anura: Ranidae). Zoological Journal of the Linnean Society, vol. 155, p. 123-147 (texte intégral).